# Favia stelligera
Favia stelligera är en korallart som först beskrevs av James Dwight Dana 1846.  Favia stelligera ingår i släktet Favia och familjen Faviidae. IUCN kategoriserar arten globalt som nära hotad. Inga underarter finns listade i Catalogue of Life.